# Monapia
Monapia es un género de arañas araneomorfas de la familia Anyphaenidae. Se encuentra en Sudamérica.

## Especies
Según The World Spider Catalog 12.0:
- Monapia alupuran Ramírez, 1995
- Monapia angusta (Mello-Leitão, 1944)
- Monapia carolina Ramírez, 1999
- Monapia charrua Ramírez, 1999
- Monapia dilaticollis (Nicolet, 1849)
- Monapia fierro Ramírez, 1999
- Monapia guenoana Ramírez, 1999
- Monapia huaria Ramírez, 1995
- Monapia lutea (Nicolet, 1849)
- Monapia pichinahuel Ramírez, 1995
- Monapia silvatica Ramírez, 1995
- Monapia tandil Ramírez, 1999
- Monapia vittata (Simon, 1884)